# وگانهای کردستان

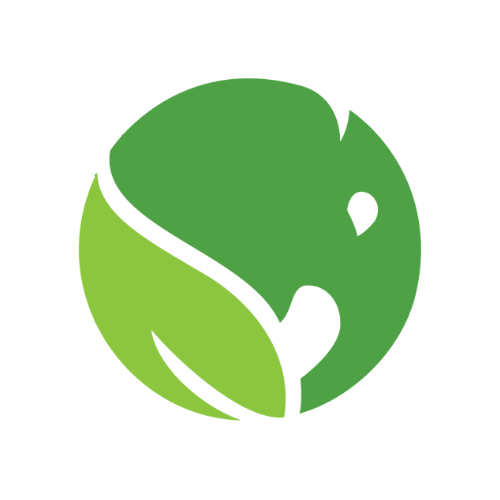
لوگو

وگانهای کردستان (به کُردی: ڤیگنه‌کانی کوردستان) موسسه ای در حوزه حقوق حیوانات که در ۲۴ ژوئن ۲۰۱۸ از طرف زانکو بخشی و ژیار علی در شهر اربیل تاسیس شده‌است. موسسه با تمرکز بر حقوق حیوانات در همان حال راهنمایی‌های محیط زیستی و سلامتی را از طریق آگاهی رساندن در مورد وگانیسم و دوری کردن از محصولات حیوانی انجام می‌دهد.
موسسه در روز جهانی وگان در تاریخ یکم نوامبر ۲۰۱۸ بعد از ۵ ماه از تٲسیس، در هردو شهر اربیل و سلیمانیه اولین فعالیت رسمی خودش را انجام داد. در شهر سلیمانیه در پارک آزادی و در شهر اربیل، پارک سامی عبدالرحمان. موسسه با پخش کردن بروشور و کتابچه‌هایی که حاوی اطلاعاتی در مورد وگنیسم بود روز جهانی وگان را گرامی داشتند.
بعد از فعالیت روز جهانی وگان شبکه‌های تلویزیونی داخلی و ماهواره‌ای مانند روداو، ان آر تی، کردستان ۲۴ و چه‌ند شبکه تلویزیونی دیگر با اعضای موسسه مصاحبه‌هایی داشتند با محوریت تمرکز بر فلسفه وگانیسم.

## تاریخچه
در ابتدا موسسه مانند وبلاگی برای آگاه سازی مردم در مورد وگانیسم در سال ۲۰۱۷ شروع به کار کرد. تا رسمی شدن موسسه، فعالیتها به فضای مجازی مانند فیسبوک و اینستاگرام محدود می‌شد، تا زمانی که مدیر موسسه با آشنا شدن با چند فعال حوزه حقوق حیوانات تصمیم بر تاسیس موسسه‌ای به اسم وگانهای کردستان کردند و به این صورت در ۲۴ ژوئن ۲۰۱۸ به صورت رسمی در اداره موسسات غیرانتفاعی اقلیم کردستان عراق بنابر ماده ۱۰ و ۱۱ سال ۲۰۱۱، گواهی شروع به کار گرفت.

### روز جهانی وگان
موسسه در روز جهانی وگان در تاریخ یکم نوامبر ۲۰۱۸ بعد از ۵ ماه از تٲسیس، در هردو شهر اربیل و سلیمانیه اولین فعالیت رسمی خودش را انجام داد. در شهر سلیمانیه در پارک آزادی با حضور ۵ عضو موسسه و با نمایندگی معاون موسسه ژیار علی و در شهر اربیل با حضور ۴ عضو و با سرپرستی مدیر موسسه زانکو بخشی این مراسم برگزار شد. در این مراسم بروشور و کتابچه‌هایی که حاوی اطلاعاتی در مورد فلسفه وگانیسم، وعده غذایی‌های گیاهی و چگونگی تامین پروتئین و ویتامینهای مورد نیاز بدن از طریق گیاهان، شخصیت‌های برجسته که وگان هستند در میان حاضرین توزیع گردید و اعضا با حاضرین در این موارد گفتگو می‌کردند.

### اهداف و عقاید
وگانهای کردستان براساس فلسفه اخلاقی به اسم وگانیسم تاسیس شده‌است. موسسه بر این باور است حیوانات نباید به هیچ عنوان از طرف بشر مورد استفاده قرار بگیرند. در دیداری با خبرگزاری «ژیان» زانکو گفت:

«وگانها پایبند به فلسفه ای اخلاقی هستند که بر اساس آن، کسانی که بر این باور هستند، نه تنها در رژیم غذایی محصولات حیوانی را حذف می‌کنند، [بلکه از پوشاک ساخته شده از  حیوانات دوری می‌کنند.] به این خاطر که معتقدیم [زمانی که جایگزین برای استفاده از حیوانات وجود دارد، حیوانات] نمی‌خواهند بخشی از شکنجه ای باشند که در تجارت حیوانات صورت می‌گیرد.»

در مصاحبه ای دیگر با کانال [ان آر تی] زانکو بخشی به تفاوت وگانیسم که فلسفه موسسه است با وجتریانیسم اشاره کرد و گفت: «وجتریان (گیاهخواری) را می‌شود یک رژیم غذایی دانست که در آن تنها از گوشت‌ها تغذیه نمی‌شود اما در وگانیسم محصولات ساخته شده از حیوانات را هم استفاده نمی‌شود، مانند تخم مرغ و لبنیات، چون براین باورند چیزی که در مرغداریها و گاوداریها می‌گذرد، کمتر از کشتن این حیوانات نیست.» موسسه و اعضای آن بر این باورند که استفاده از حیوانات به دلیل برخورد غیر اخلاقی و شکنجه‌هایی که در این صنعت با حیوانات صورت می‌گیرد غلط است.